# Stazione di Castelrosso
La stazione di Castelrosso è una fermata ferroviaria della linea Torino-Milano al servizio dell'omonimo comune. Da essa si dirama la linea per Alessandria.

## Storia
L'impianto risulta attivato dal 20 ottobre 1856, in concomitanza all'attivazione del tronco Torino-Novara della linea Torino-Milano. Dal 30 aprile 1887 fu aperto all'esercizio il tronco Castelrosso-Casale Popolo, creando così un nuovo collegamento verso Alessandria, con la linea Vercelli-Casale-Valenza.
A seguito della statizzazione delle ferrovie, tra il 1905 e il 1906, le linee vennero incorporata nella rete statale e l'esercizio degli impianti fu assunto dalle Ferrovie dello Stato.
Dal 2001 la gestione delle linee, e con esse quella della fermata di Castelrosso, passò in carico a Rete Ferroviaria Italiana la quale ai fini commerciali classifica l'impianto nella categoria "Bronze".

## Strutture ed impianti
La fermata è dotata dei 2 binari di corsa della linea ferroviaria Torino-Milano, da cui si dirama la linea per Alessandria a binario unico, in direzione Milano. Tale raccordo è telecomandato a distanza con sistema CTC, sotto il controllo del Dirigente Centrale Operativo con sede a Torino Lingotto. La circolazione sui due binari avviene in base al senso di marcia dei treni sulla Torino-Milano. Sul primo binario circolano i treni in senso di marcia verso Milano o Alessandria e sul secondo quelli verso Chivasso/Torino.
Il fabbricato viaggiatori della stazione si dispone su due piani.

## Movimento
La fermata è servita da treni regionali feriali della linea Chivasso-Alessandria svolti da Trenitalia nell'ambito del contratto di servizio stipulato con la Regione Piemonte.